# Spartan-Gletscher
Der Spartan-Gletscher ist ein kurzer Talgletscher an der Ostküste der westantarktischen Alexander-I.-Insel. Er liegt zwischen den Callisto-Kliffs und den Tombaugh-Kliffs.
Das britische Directorate of Overseas Surveys kartierte ihn gemeinsam mit dem United States Geological Survey mittels Satellitenaufnahmen der NASA. Das UK Antarctic Place-Names Committee benannte ihn 1974 nach der Hundeschlittenmannschaft  The Spartans, die den Gletscher im Jahr 1969 hinaufgefahren war.